# 6.º Edición de premios de cine de la Asociación de Críticos de Hollywood
La sexta edición de los Premios de Cine de la Asociación de Críticos de Hollywood, presentados por la Asociación de Críticos de Hollywood, se llevó a cabo la noche del 24 de febrero de 2023 en el Beverly Wilshire Hotel, Beverly Hills, mientras que los ganadores de la primera edición de los Premios de Artes Creativas de la Asociación de Críticos de Hollywood se anunciaron anteriormente en el día en las plataformas de redes sociales . Las nominaciones para ambos eventos se anunciaron en el canal y la aplicación oficial de YouTube de HCA el 8 y el 15 de diciembre de 2022, respectivamente; Jalyn Hall, Jude Hill y Madeleine McGraw anunciaron las nominaciones del 15 de diciembre. El comediante Tig Notaro fue el anfitrión de la ceremonia.
Everything Everywhere All at Once lideró las nominaciones con diez, seguido por The Banshees of Inisherin con siete. El primero también recibió seis nominaciones a los premios HCA Creative Arts Awards, lo que eleva el total de la película a dieciséis nominaciones.  Everything Everywhere All at Once finalmente ganó la mayor cantidad de premios con seis victorias, incluyendo Mejor Película y Mejor Director ( The Daniels ); además, un Premio a las Artes Creativas: Mejor Montaje. 
La ceremonia se transmitió en vivo en KNEKT Television Network y se transmitió en el canal y la aplicación oficiales de HCA en YouTube .

## Ganadores y nominados
Los ganadores aparecen primero y resaltados en negrita .

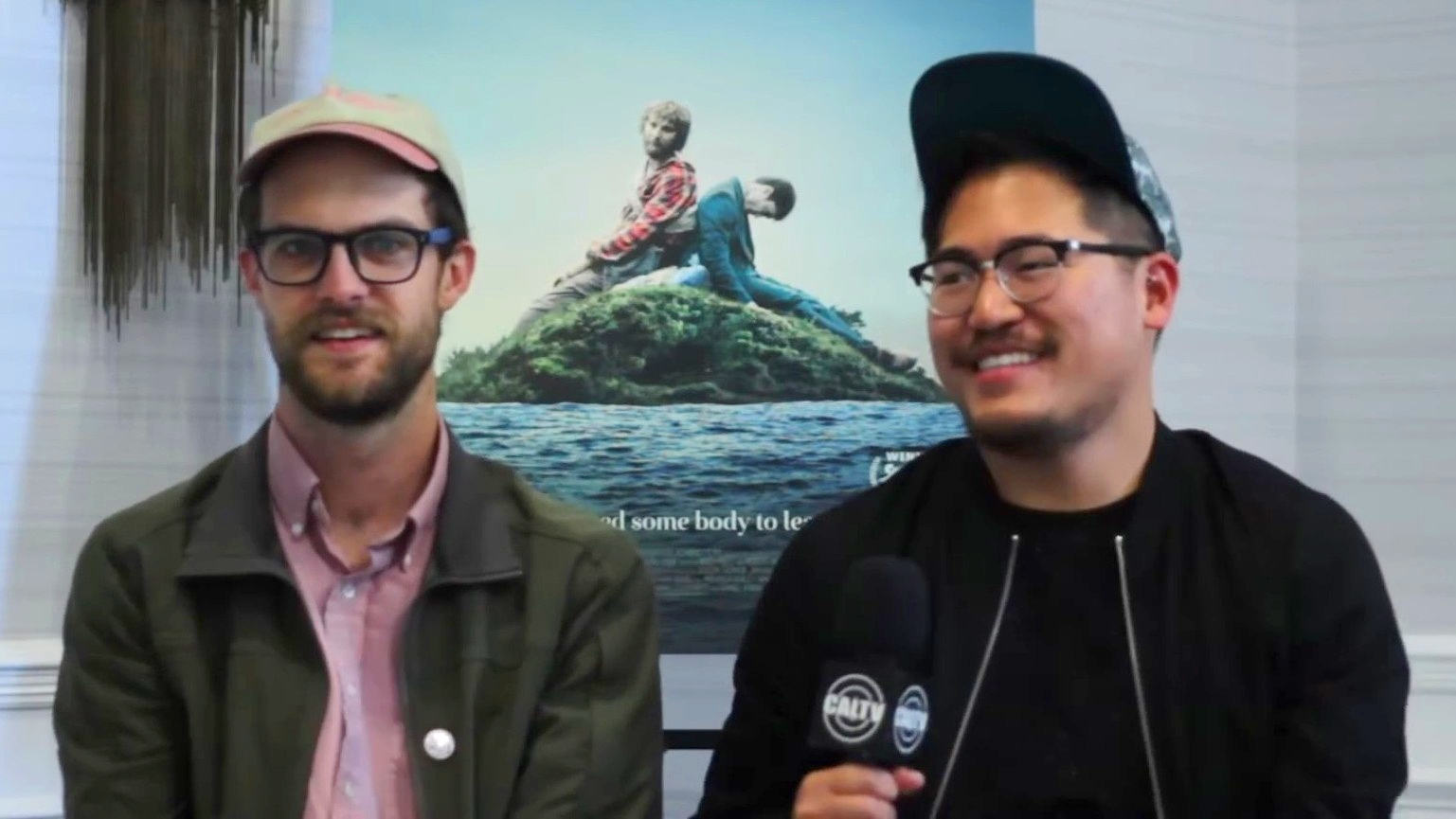
Daniel Kwan y Daniel Scheinert, ganadores de Mejor Director y Mejor Guion Original

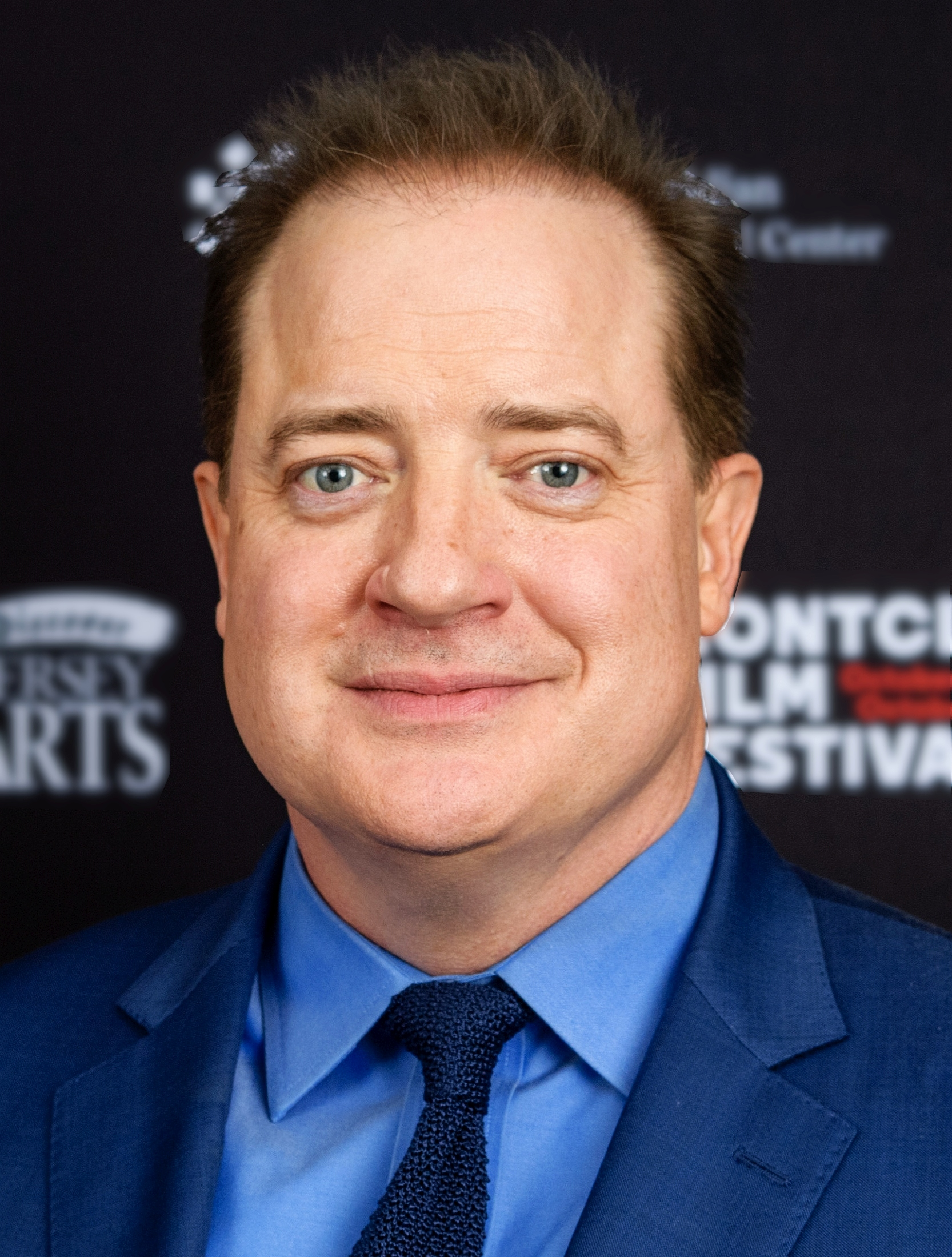
Brendan Fraser, ganador del premio al mejor actor

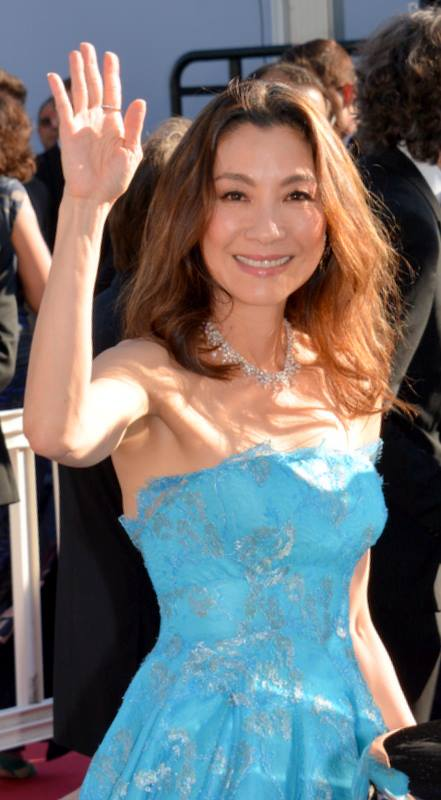
Michelle Yeoh, ganadora de Mejor Actriz

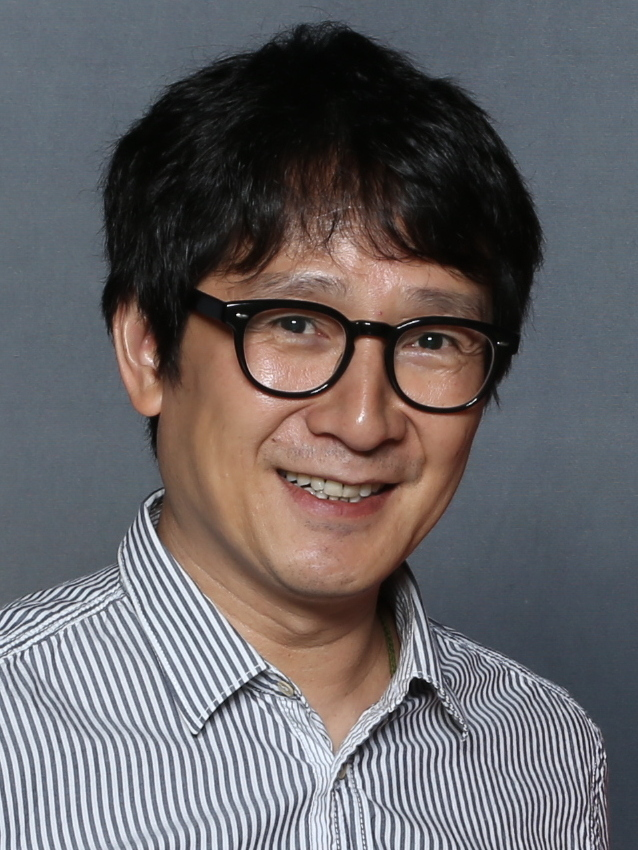
Ke Huy Quan, ganador del premio al Mejor Actor de Reparto

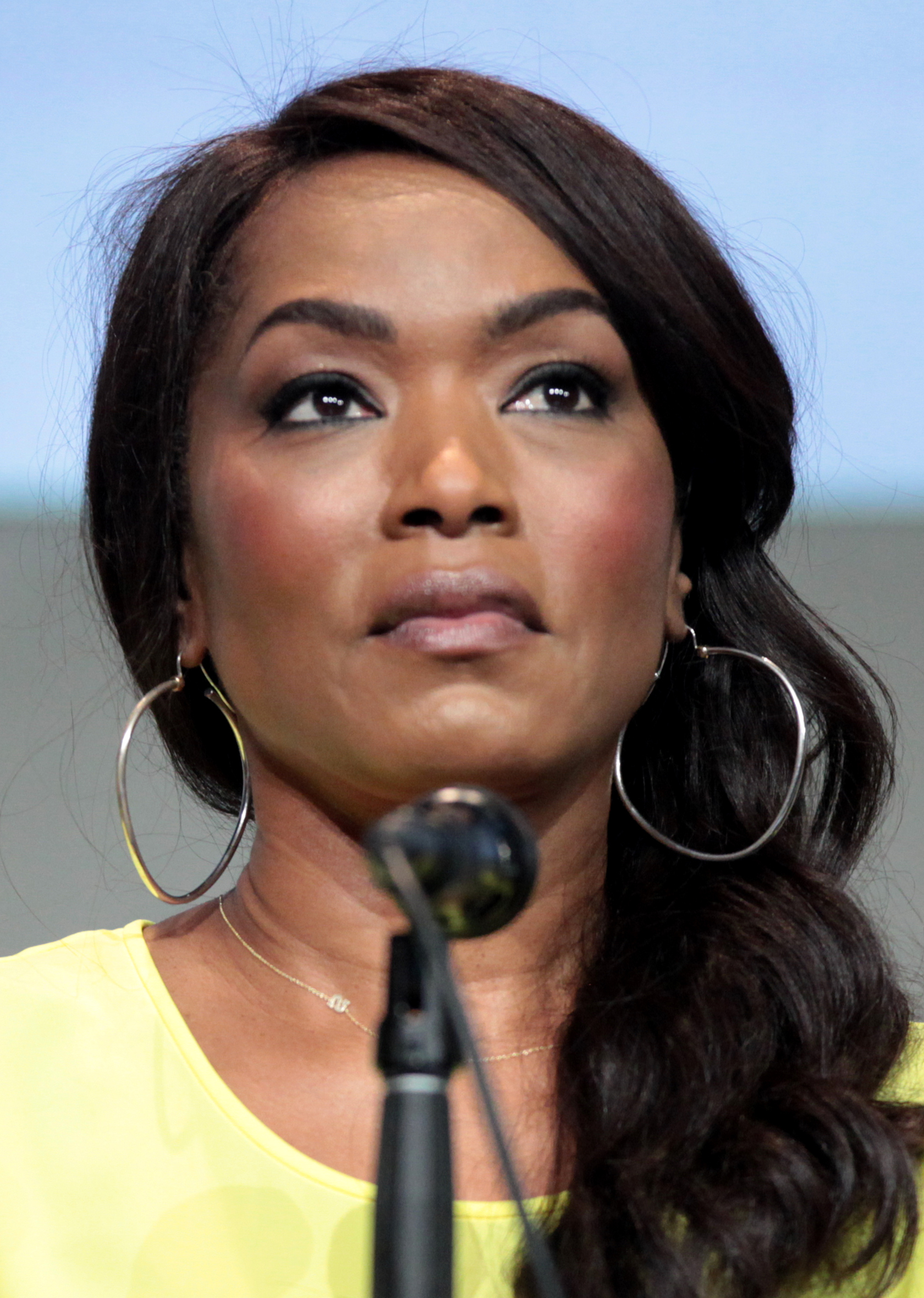
Angela Bassett, ganadora de la Mejor Actriz de Reparto

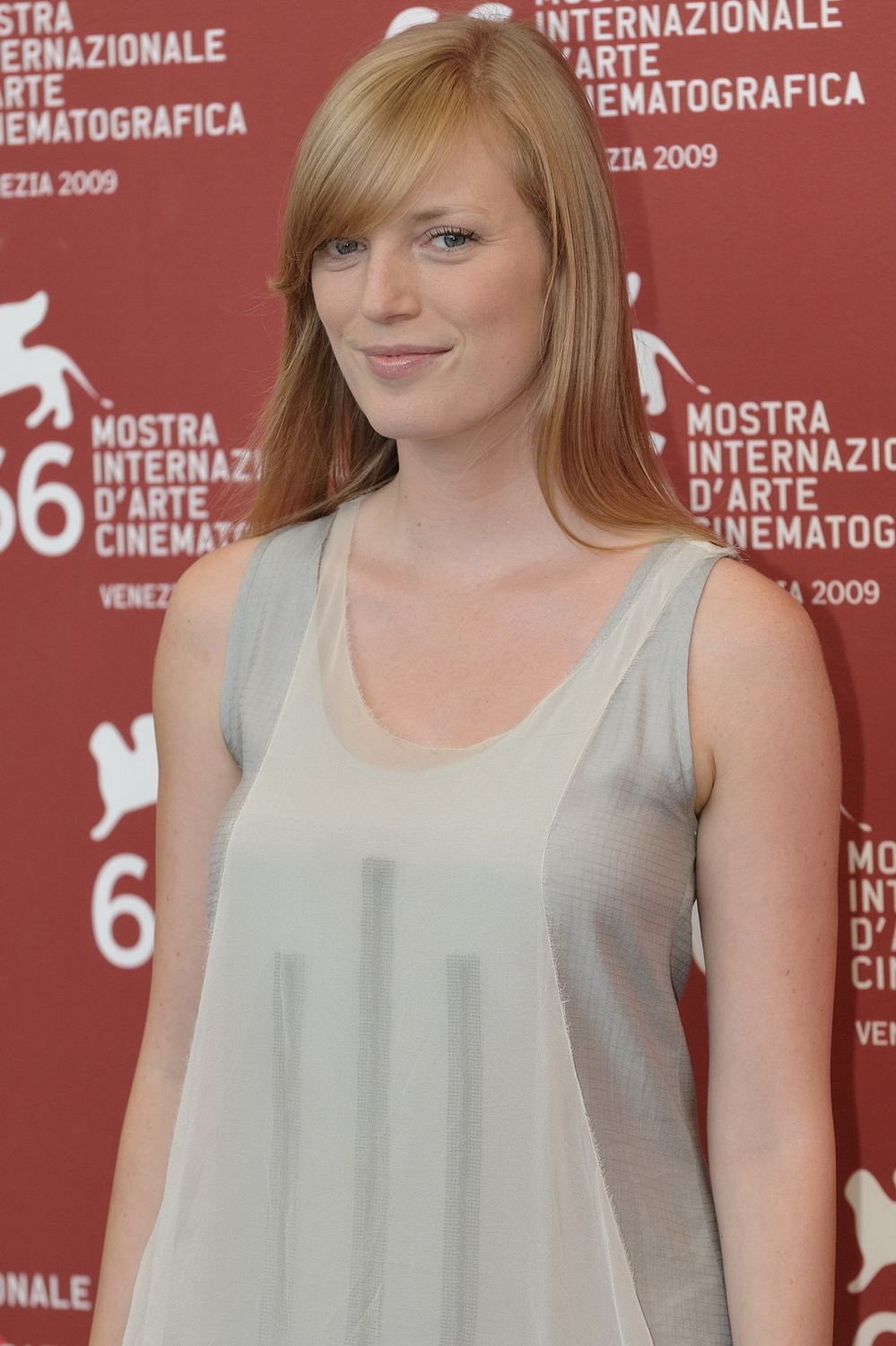
Sarah Polley, ganadora del premio al Mejor Guion Adaptado

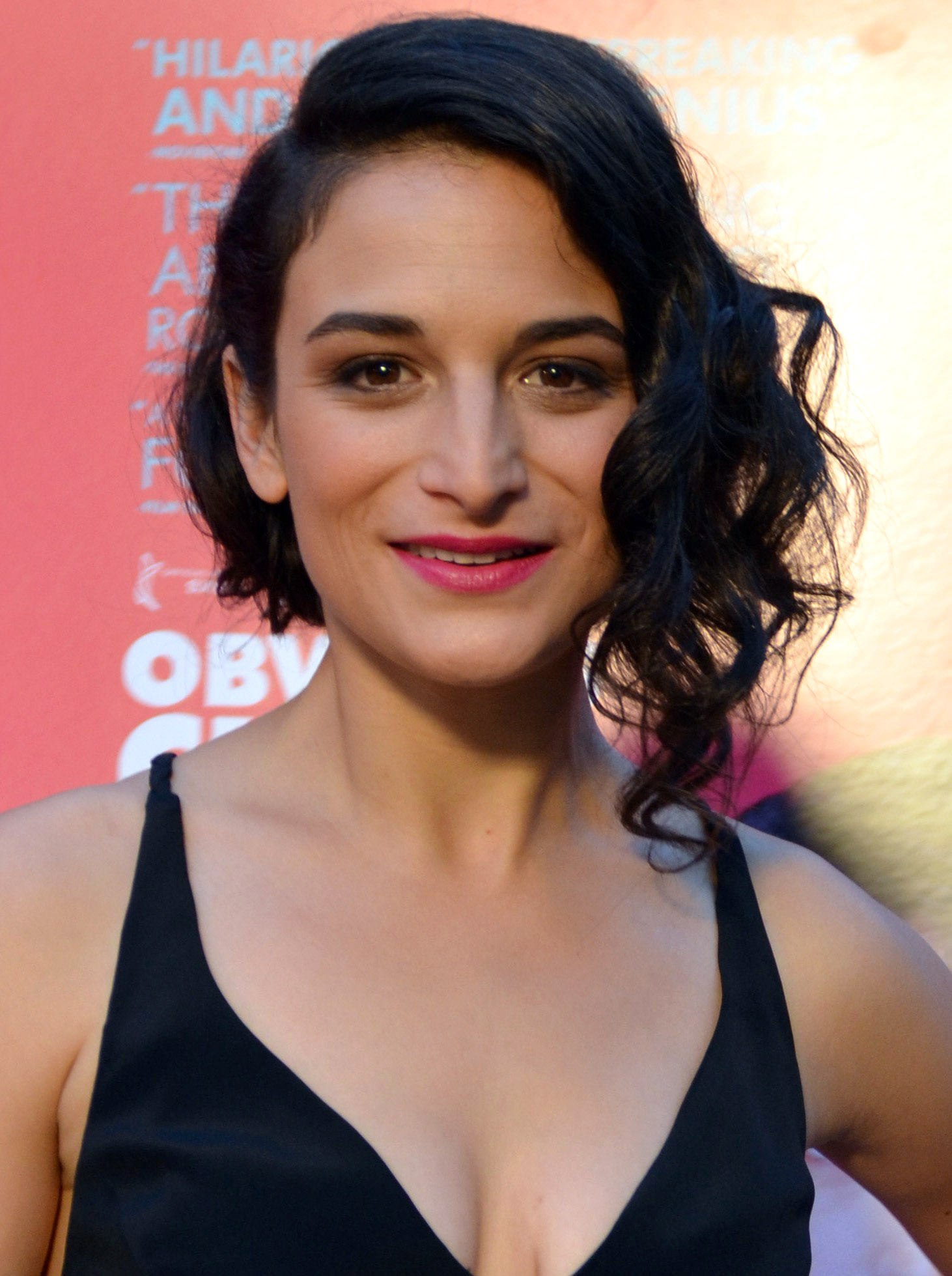
Jenny Slate, ganadora de Mejor interpretación de voz o captura de movimiento

| Best Picture - Everything Everywhere All at Once - Avatar: The Way of Water - The Banshees of Inisherin - Elvis - The Fabelmans - RRR - Tár - Top Gun: Maverick - The Woman King - Women Talking | Best Director - Daniel Kwan and Daniel Scheinert – Everything Everywhere All at Once - Baz Luhrmann – Elvis - Gina Prince-Bythewood – The Woman King - James Cameron – Avatar: The Way of Water - Martin McDonagh – The Banshees of Inisherin - Park Chan-wook – Decision to Leave - S. S. Rajamouli – RRR - Sarah Polley – Women Talking - Steven Spielberg – The Fabelmans - Todd Field – Tár       |
| Best Actor - Brendan Fraser – The Whale as Charlie - Austin Butler – Elvis as Elvis Presley - Colin Farrell – The Banshees of Inisherin as Pádraic Súilleabháin - Paul Mescal – Aftersun as Calum Paterson - Tom Cruise – Top Gun: Maverick as Captain Pete "Maverick" Mitchell                             | Best Actress - Michelle Yeoh – Everything Everywhere All at Once as Evelyn Quan Wang - Cate Blanchett – Tár as Lydia Tár - Danielle Deadwyler – Till as Mamie Till-Mobley - Michelle Williams – The Fabelmans as Mitzi Schildkraut-Fabelman - Viola Davis – The Woman King as General Nanisca |
| Best Supporting Actor - Ke Huy Quan – Everything Everywhere All at Once as Waymond Wang - Barry Keoghan – The Banshees of Inisherin as Dominic Kearney - Ben Whishaw – Women Talking as August - Brendan Gleeson – The Banshees of Inisherin as Colm Doherty - Brian Tyree Henry – Causeway as James Aucoin | Best Supporting Actress - Angela Bassett – Black Panther: Wakanda Forever as Queen Ramonda - Hong Chau – The Whale as Liz - Jamie Lee Curtis – Everything Everywhere All at Once as Deirdre Beaubeirdre - Keke Palmer – Nope as Emerald "Em" Haywood - Kerry Condon – The Banshees of Inisherin as Siobhán Súilleabháin - Stephanie Hsu – Everything Everywhere All at Once as Joy Wang / Jobu Tupaki |
| Best Cast Ensemble - Everything Everywhere All at Once - Babylon - Glass Onion: A Knives Out Mystery - The Woman King - Women Talking | Best Voice or Motion-Capture Performance - Jenny Slate – Marcel the Shell with Shoes On as Marcel - Antonio Banderas – Puss in Boots: The Last Wish as Puss in Boots - Ewan McGregor – Guillermo del Toro's Pinocchio as Sebastian J. Cricket - Rosalie Chiang – Turning Red as Meilin "Mei" Lee - Zoe Saldaña – Avatar: The Way of Water as Neytiri                                                  |
| Best Original Screenplay - Daniel Kwan and Daniel Scheinert – Everything Everywhere All at Once - Martin McDonagh – The Banshees of Inisherin - Seth Reiss and Will Tracy – The Menu - Steven Spielberg and Tony Kushner – The Fabelmans - Todd Field – Tár                                                 | Best Adapted Screenplay - Sarah Polley – Women Talking - Guillermo del Toro and Patrick McHale – Guillermo del Toro's Pinocchio - Rebecca Lenkiewicz – She Said - Rian Johnson – Glass Onion: A Knives Out Mystery - Samuel D. Hunter – The Whale |
| Best Action Film - RRR - The Batman - Black Panther: Wakanda Forever - Top Gun: Maverick - The Woman King | Best Animated Film - Guillermo del Toro's Pinocchio - The Bad Guys - Marcel the Shell with Shoes On - Puss in Boots: The Last Wish - Turning Red |
| Best Comedy - Glass Onion: A Knives Out Mystery - Bros - The Menu - Triangle of Sadness - The Unbearable Weight of Massive Talent | Best Documentary Film - Good Night Oppy - All the Beauty and the Bloodshed - Fire of Love - Moonage Daydream - Selena Gomez: My Mind & Me |
| Best Horror Film - The Black Phone - Barbarian - Bones and All - Nope - X | Best Indie Film - Marcel the Shell with Shoes On - Aftersun - Cha Cha Real Smooth - Everything Everywhere All at Once - Tár |
| Best International Film - RRR - All Quiet on the Western Front - Argentina, 1985 - Close - Decision to Leave | Best First Feature - Charlotte Wells – Aftersun - Domee Shi – Turning Red - Elegance Bratton – The Inspection - John Patton Ford – Emily the Criminal - Lila Neugebauer – Causeway |
| Best Short Film - All Too Well: The Short Film - Moshari - North Star - Regret to Inform You - Triggered | Best Stunts - RRR - The Batman - Everything Everywhere All at Once - Top Gun: Maverick - The Woman King |
| Best Original Song - "Naatu Naatu", sung by Rahul Sipligunj and Kaala Bhairava – RRR - "Hold My Hand", sung by Lady Gaga – Top Gun: Maverick - "Lift Me Up", sung by Rihanna – Black Panther: Wakanda Forever - "Nobody Like U", sung by 4*Town – Turning Red - "Vegas", sung by Doja Cat – Elvis           | |

## Premios especiales de honor
- Premio Spotlight – RRR
- Premio Estrella en Ascenso – Gabriel LaBelle
- Premio al Logro Artesanal - Rick Carter
- Premio al Logro de Actuación - Angela Bassett
- Premio al Logro Cinematográfico - Rian Johnson

## Películas con múltiples premios
Las siguientes películas recibieron múltiples premios:
| victorias | Película                                 |
| --------- | ---------------------------------------- |
| 6         | Todo en todas partes a la vez            |
| 4         | RRR                                      |
| 2         | Marcel la concha con los zapatos puestos |

## Películas con múltiples nominaciones
Las siguientes películas recibieron múltiples nominaciones:
| Nominaciones | Película                               |
| ------------ | -------------------------------------- |
| 10           | Todo en todas partes al mismo tiempo   |
| 7            | Los espiritus de la isla               |
| 6            | RRR                                    |
| 6            | La mujer rey                           |
| 5            | Tár                                    |
| 5            | Top Gun: Maverick                      |
| 5            | Ellas hablan                           |
| 4            | Elvis                                  |
| 4            | Los Fabelman                           |
| 4            | Red                                    |
| 3            | Aftersun                               |
| 3            | Avatar: El sentido del agua            |
| 3            | Pantera Negra: Wakanda por siempre     |
| 3            | Glass Onion: Un misterio de Knives Out |
| 3            | Pinocho de Guillermo del Toro          |
| 3            | Marcel the Shell with Shoes On         |
| 3            | La ballena                             |
| 2            | Batman                                 |
| 2            | Resurgir                               |
| 2            | Decision to Leave                      |
| 2            | El menú                                |
| 2            | ¡Nop!                                  |
| 2            | El gato con botas: El último deseo     |